# باغ و عمارت سردار
باغ و عمارت سردار مربوط به دوره قاجار است و در کرمان، انتهای خیابان سرآسیاب فرسنگی، کوچه سردار واقع شده و این اثر در تاریخ ۲۴ اسفند ۱۳۸۳ با شمارهٔ ثبت ۱۱۵۹۹ به‌عنوان یکی از آثار ملی ایران به ثبت رسیده است.